# Chapter I: Snake Oil
Chapter I: Snake Oil – drugi solowy album amerykańskiego producenta muzycznego Diplo i pierwszy wydany pod pseudonimem Thomas Wesley. Premiera odbyła się 29 maja 2020 roku.

## Lista utworów
1. "Intro" (feat. Orville Peck) - 1:37
2. "So Long" (feat. Cam) - 2:52
3. "Heartless" (feat. Morgan Wallen) - 2:49
4. "Lonely" (oraz Jonas Brothers) - 2:19
5. "Dance with Me" (feat. Thomas Rhett & Young Thug) - 2:50
6. "Do Si Do" (feat. Blanco Brown) - 2:18
7. "On Mine" (feat. Noah Cyrus) - 2:26
8. "Real Life Stuff" (feat. Julia Michaels & Clever) - 3:13
9. "Hometown" (feat. Zac Brown & Danielle Bradbery) - 3:36
10. "Heartbreak" (feat. Ben Burgess) - 2:17
11. "Heartless" (oraz Julia Michaels & Morgan Wallen) - 2:53
12. "Old Town Road" (Diplo Remix) (Lil Nas X & Billy Ray Cyrus) - 3:23